# Exposition de printemps de Charlottenborg
L'exposition de printemps de Charlottenborg (en danois Charlottenborg Forårsudstilling) est une exposition d'art annuelle de Copenhague, au Danemark.

## Histoire
L'événement se déroule au Kunsthal Charlottenborg (Palais des expositions de Charlottenborg). Le Kunsthal Charlottenborg a été construit sur le site de l'ancien Jardin botanique, sur un terrain situé derrière le palais de Charlottenborg. Le bâtiment d'exposition a été conçu par les architectes Albert Jensen (en) (1847-1913) et Ferdinand Meldahl (1827-1908) et inauguré en 1883,. 
L'Exposition de Printemps de Charlottenborg, organisée chaque année depuis 1857, est à l'origine une exposition présentant les nouvelles œuvres d'artistes danois. Aujourd'hui, elle rassemble des participants de nombreux pays et constitue l'une des plus importantes expositions ouvertes à tous en Europe du Nord. Elle est organisée par la Fondation Charlottenborg (Charlottenborg Fonden),,.
En 2007, le 150e anniversaire de l'exposition est célébré entre le 17 mars et le 9 avril, et un livre est alors publié sur l'exposition en tant qu'institution de la culture artistique danoise. 